# ラテン化新文字

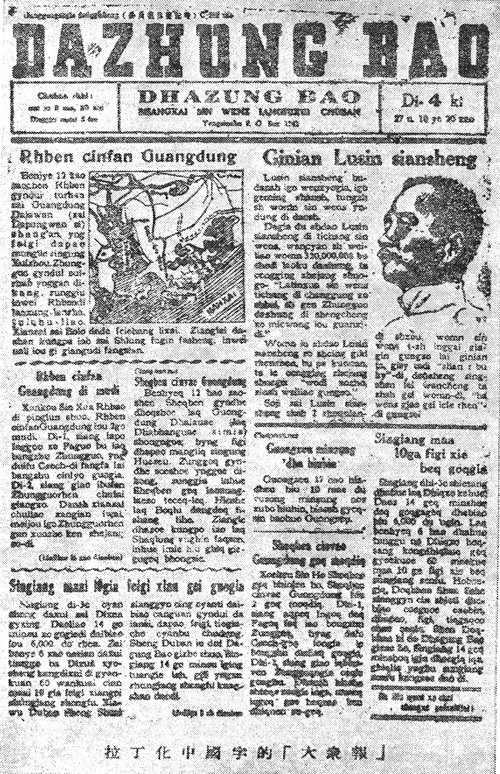
1932年にラテン化新文字で印刷された新聞「大衆報」

ラテン化新文字（ラテンかしんもじ、中国語: 拉丁化新文字; 拼音: Lādīnghuà Xīn Wénzì）とは中国語をラテン文字化する方法のひとつ。現在ではあまり使われない。中国語では声調に極めて重要な意味があるが、ラテン化新文字には前後の文脈から推定できるとの仮定に基づき、いくつかの例外を除いて声調を表示しない。単に新文字とも言い、ラテン文字ではLatinxua Sin Wenz, Sin Wenz, Latinxua Sinwenz, Zhongguo Latinxua Sin Wenz, Beifangxua Latinxua Sin Wenz, Latinxuaとも表記する。
新文字は、中国語を母語とする人が使うことを目的に作られた初めてのラテン文字化システムである。ソビエト連邦（ソ連、現ロシア）在住の中国系移民によって開発された。当初はソ連国内の中国系移民によって使われ、後には中国北部を中心に使われ、300以上の出版物にも利用された。中華人民共和国によって廃止された。

## 発達と使用の歴史
ウェード式やイェール式などが主として外国人が中国語を理解するためのものであるのに対し、新文字は漢字表記に取って代わるものとして作られた点に特徴がある。この目的を達成するために、文字には開発国ソ連のキリル文字ではなく、ラテン文字が使われた。
同じ時期に作られた国語ローマ字（國語羅馬字） (Gwoyeu Romatzyh) が、ラテン文字を同音でも声調の違いにより綴りを変えることにより声調を表すのに対し、新文字は声調を表す工夫をほとんどしていない。その代わり、国語ローマ字が官話にしか使えないのに対し、新文字はそれ以外の中国語方言の表記にも使用することができた。
新文字の基となる北方話ラテン化新文字は、1928年頃、モスクワの中国ソビエト科学調査研究所 (Soviet Scientific Research Institute on China) によって、ウラジオストクやハバロフスクで働く中国系移民などの教育のために開発された。1929年、モスクワ在住の中国人学者瞿秋白 と、ロシアの言語学者コロコロフ (V.S. Kolokolov) （1896～1979）は、北方話ラテン化新文字を改良して、ラテン化新文字の原型を考案した。1931年、さらにそれを改良してソ連の中国学者アレクセーエフ (Vasiliy Mikhaylovich Alekseyev) 、ドラグノフ (A.A. Dragunov) 、シュルプリントシン (A.G. Shrprintsin) 、瞿秋白、蕭三、Wang Xiangbao、徐特立らが完成した。このシステムは4年間ほどソ連の中国人移民10万人の間で使われたが、1936年にこれら中国人移民が中国に送還されて終わりを告げた。ただし開発に携わったソ連の学者は、このローマ字化事業が成功に終わったと語っている。
一方、中国本土では郭沫若や魯迅のような知識人が新文字の普及を進め、1940年から1942年には中国共産党が支配していた陝西省、甘粛省、寧夏回族自治区のような中国北部の辺境で使われた。新文字は、中国北部の識字率を上げたシステムとして非常に重要であり、300以上の出版物、総計50万冊に使われた。1944年、中国共産党は、新文字を教えられる教師が不足していることを理由に、公式文書の記録文字としての新文字使用を中止した。その後の1949年11月に中国東北部の鉄道の電信で新文字が使われた例が見つかっている。

## 表記
新文字は、異なる中国語方言を表現するために13の体系が作られている。下記に示すのは、そのうちの一つで、北方の官話方言を表すために作られたものである。
新文字で使われる文字は、拼音で使われる文字と似ている。しかし、歯茎硬口蓋音の破擦音と軟口蓋音の破裂音に同じ文字が使われる。そのため、北京（拼音: Běijīng ）は「Beiging」と表記される。また文字xが[h]と[ɕ]の両方に使われるため、畫 （拼音: huà）と下（拼音: xià） はそれぞれ「xua」、「xia」と書かれる。

### 子音
|        | 両唇音 | 両唇音 | 唇歯音 | 歯茎音 | 歯茎音  | そり舌音     | そり舌音 | 歯茎硬口蓋音 | 歯茎硬口蓋音 | 軟口蓋音 | 軟口蓋音 |
| 破裂音 | b [p]  | p [pʰ] |        | d [t]  | t [tʰ]  |              |          |              |              | g [k]    | k [kʰ]   |
| 鼻音   | m [m]  |        | n [n]  |        |         |              |          |              |              |          |          |
| 側面音 |        |        |        | l [l]  |         |              |          |              |              |          |          |
| 破擦音 |        |        |        | z [ts] | c [tsʰ] | zh [tʂ]      | ch [tʂʰ] | g (j) [tɕ]   | k (q) [tɕʰ]  |          |          |
| 摩擦音 |        |        | f [f]  | s [s]  | sh [ʂ]  | rh (r) [ʐ/ɻ] | x [ɕ]    | x (h) [h]    |              |          |          |

注釈
新文字と拼音の違い
（カッコ内が拼音）
[国際音声記号]
新文字は「尖団」という伝統的な特徴を持つが、北方方言の一部ではその区別が失ったため、歯茎硬口蓋音のg, k, xとz, c, sの間に若干の混乱が見られる。例えば新（拼音: xīn）は新文字ではxin（団）ともsin（尖）とも書かれることがある。

### 母音
| 核  | 結び子音 | 中音       | 中音          | 中音       | 中音                |
| 核  | 結び子音 | Ø          | [i]           | [u]        | [y]                 |
| --- | -------- | ---------- | ------------- | ---------- | ------------------- |
| [a] | Ø        | a [a]      | ia [ia]       | ua [ua]    |                     |
| [a] | [i]      | ai [ai]    |               | uai [uai]  |                     |
| [a] | [u]      | ao [au]    | iao [iau]     |            |                     |
| [a] | [n]      | an [an]    | ian [iɛn]     | uan [uan]  | yan (uan) [yɛn]     |
| [a] | [ŋ]      | ang [aŋ]   | iang [iaŋ]    | uang [uaŋ] |                     |
| [ə] | Ø        | e/o1 [ɤ]   | ie [ie]       | uo [uo]    | ye/yo1 (üe/ue) [ye] |
| [ə] | [i]      | ei [ei]    |               | ui [uei]   |                     |
| [ə] | [u]      | ou [ou]    | iu/iou2 [iou] |            |                     |
| [ə] | [n]      | en [ən]    | in [in]       | un [uən]   | yn (un) [yn]        |
| [ə] | [ŋ]      | eng [əŋ]   | ing [iŋ]      | ung3 [ʊŋ]  | yng (iong) [iʊŋ]    |
| [ə] | [ɻ]      | r (er) [ɚ] |               |            |                     |
| Ø   | Ø        | -4 (i) [ɨ] | i [i]         | u [u]      | y (ü/u) [y]         |

注釈
新文字と拼音の違い
（拼音）
[国際音声記号]
1“e”と“ye”はg, k, xの後につくと“o”、“yo”と書かれる。例えば哥哥（拼音: gēge）はgogo、学生（拼音: xuésheng）はxyoshengとなる。

2有（拼音: yǒu）は新文字では“iou”と書かれるが、同じ発音でも他の場合は“iu”と書かれる。これは、中国語では有の文字を頻繁に使うためである。

3“ung”が単独で使われる場合には“weng”と書かれる

4拼音ではzh, ch, sh, r, z, c, sの後に置かれる“i” (IPA [ɨ]) の文字は、新文字では使われない。
拼音と同様に、新文字は文字ごとではなく、単語ごとに分かち書きする。そのため、母音で始まる字が2文字目に来る場合には、二重母音と混同しないように文字の置き換えや追加を行っている。例えばiで始まる音節i, in, ingにはjが付加されてji, jin, jingとなる。つまり、「注意 zhu i（拼音: zhùyì≒チューイー）」を「zhui」と書くと「チュイ」と読み間違うから、新文字では「zhuji」と書く。uで始まる音節はuの代わりにwで表す。つまりua, ui, uo, unなどの代わりにwa, wi, wo, wenで表す。yで始まる音節y, yan, yeなどは頭にjを付けてjy, jyan, jyeとなる。例えば「命運 ming yn（拼音: mìngyùn）」は「mingyn」ではなく「mingjyn」となる。またaやoの前にはアポストロフィー (') を付けて音節を区切る。
新文字には声調記号がないので、本来であれば同音にならない語同士での「同音異義語」が多発する。このため、よく使われる語については例外が設けられている。例えば「買（拼音: mǎi）」と「売（拼音: mài）」は耳で聞けばaの声調が異なるので違う語と分かるが、新文字の原則をそのまま使うと同じmaiになってしまう。これを防ぐため、新文字では前者をmaai、後者をmaiと書く。